# テニス ワールドツアー
『テニス ワールドツアー』(Tennis World Tour) は、Breakpointが開発し、Bigben Interactiveより発売されたプロテニスゲーム。対応機種はPlayStation 4、Xbox One、Steam、Nintendo Switch。リアル志向のテニスゲームとしては7年ぶりに発売される。
日本では2018年8月30日にオーイズミ・アミュージオからPS4、Switch版が発売された。

## 概要
オリジナルの選手を作成してトッププロを目指すことができる。試合でレベルアップし、ポイントを攻撃や防御といった能力に割り振ることで自分好みの選手に育成できる。大会で得た賞金でラケットやシューズを購入することも可能。
また、ロジャー・フェデラーやアンゲリク・ケルバーなどの実在のプロテニス選手が30人以上登場する。

## 登場選手

### 男子
- アレクサンダー・ズベレフ（ドイツ）
- エリアス・ウマー（スウェーデン）
- カイル・エドマンド（イギリス）
- ガエル・モンフィス（フランス）
- カレン・ハチャノフ（ロシア）
- グリゴール・ディミトロフ（ブルガリア）
- ジェレミー・シャルディー（フランス）
- ジョン・イズナー（アメリカ）
- スタン・ワウリンカ（スイス）
- ステファノス・チチパス（ギリシャ）
- ダビド・ゴファン（ベルギー）
- タナシ・コキナキス（オーストラリア）
- チョン・ヒョン（韓国）
- テイラー・フリッツ（アメリカ）
- ドミニク・ティーム（オーストリア）
- ニック・キリオス（オーストラリア）
- ファビオ・フォニーニ（イタリア）
- フランシス・ティアフォ（アメリカ）
- マイケル・モー（アメリカ）
- ミロシュ・ラオニッチ（カナダ）
- リュカ・プイユ（フランス）
- リシャール・ガスケ（フランス）
- ロジャー・フェデラー（スイス）
- ロベルト・バウティスタ・アグート（スペイン）

### 女子
- アンゲリク・ケルバー（ドイツ）
- ウージニー・ブシャール（カナダ）
- ガルビネ・ムグルサ（スペイン）
- キャロライン・ウォズニアッキ（デンマーク）
- マディソン・キーズ（アメリカ）

### ダウンロードコンテンツ選手
レジェンド選手はDLCとして追加購入する。
- アンドレ・アガシ（アメリカ）
- ジョン・マッケンロー（アメリカ）